# 钝苞雪莲
钝苞雪莲（学名：Saussurea nigrescens）是菊科风毛菊属的植物，是中国的特有植物。分布于中国大陆的陕西、青海等地，生长于海拔2,200米至3,000米的地区，多生在高山草地，目前尚未由人工引种栽培。

## 别名
瑞苓草（中国高等植物图鉴）

## 异名
- Saussurea nigrescens Maxim. var. acutisquama Ling